# Pierre du Diable (La Garnache)
Der Menhir Pierre du Diable (deutsch Teufelsstein; auch Menhir de la Grande-Émonnière genannt) befindet sich südwestlich von La Garnache im Nordwesten des Département Vendée in Frankreich. Er ist einer von mehreren Findlingen, Menhiren oder Dolmen dieses Namens – auch im Plural als „Les Pierres“ (darunter z. B. Findlinge in Allinges, Artas oder Layrisse sowie in Haillot, Lécluse, Saint Pierre des Nids, Soubise, Thonon-les-Bains und Vitrac in Belgien, Frankreich und der Schweiz).

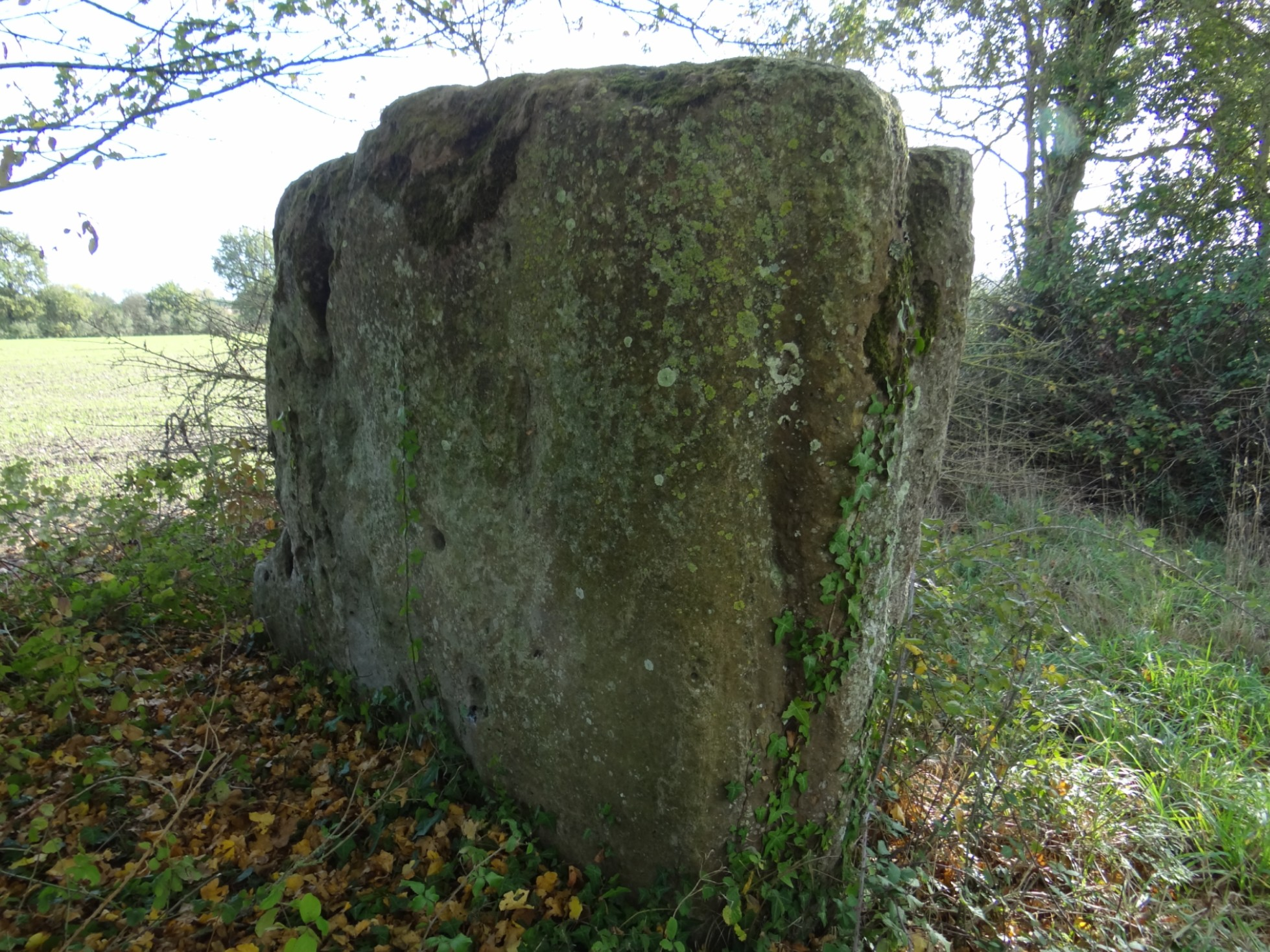
Pierre du Diable von La Garnache

Der 1907 entdeckte Menhir wurde bereits 1864 von Abt Baudry erwähnt. Er besteht aus einem Quader von 2,2 m Höhe und 2,3 m Breite, der 0,2 m in den Boden gerammt wurde. Sein Gewicht beträgt etwa 5,0 Tonnen. Der umgestürzte Stein wurde 1933 von Marcel Baudouin (1860–1941) aufgerichtet und 1934 als Monument historique eingestuft.